# Daniil Kvjat
Daniil Vjačeslavovič Kvjat (rusky Даниил Вячеславович Квят; * 26. dubna 1994 Ufa, Rusko) je ruský automobilový závodník. V roce 2014 nahradil Daniela Ricciarda u týmu Toro Rosso ve Formuli 1. Před debutem ve Formuli 1 získal titul v sérii GP3. V sezóně 2020 byl jezdcem týmu AlphaTauri.

## Soukromý život
Daniil je milovníkem heavy metalu. Mezi jeho oblíbené interprety patří Metallica, Ozzy Osbourne, Deep Purple či Motörhead. Umí hrát na kytaru. V roce 2019 se mu narodila dcera Penelope Kvjatová s dnes již bývalou přítelkyní (současnou Maxe Verstappena) Kelly Piquetovou, dcerou mistra světa z let 1981, 1983 a 1987 Nelson Piqueta.

## Formule 1
V sezóně 2013 se účastnil jako páteční testovací jezdec týmu Toro Rosso ve Velké ceně USA a ve Velké ceně Brazílie.

### Toro Rosso (2014)
V říjnu 2013 byl Kvjat oznámen jako druhý jezdec týmu Toro Rosso. Jeho týmovým kolegou byl Jean-Éric Vergne. Ve svém debutu ve Formuli 1 při Velké ceně Austrálie dojel na devátém místě. Bodoval také v Malajsii, Číně, Německu a Belgii. V domácí Velké ceně Ruska skončil čtrnáctý. Za sezónu nasbíral 8 bodů a skončil na celkovém 15. místě.

### Red Bull (2015–2016)

#### 2015
V říjnu 2014 oznámil tým Red Bull, že Kvjat v sezóně 2015 nahradí odcházejícího Sebastiana Vettela. Jeho týmovým kolegou byl Daniel Ricciardo.
Do prvního závodu v Austrálii nenastoupil kvůli problémům s převodovkou. Ve Velké ceně Maďarska vybojoval druhé místo a stal se po Sebastianu Vettelovi ve věku 21 let a 91 dní druhým nejmladším jezdcem, který dokázal vystoupat na pódium. Při kvalifikaci na Velkou cenu Japonska dne 26. září 2015 se Kvjatův vůz dostal při rychlosti 270 km/hod. mimo jízdní dráhu, narazil do zábran a převrátil se. Z vozu zůstaly jen trosky. Kvjat vyvázl bez zranění. V sezóně nasbíral 95 bodů a skončil na celkovém 7. místě. O 3 body porazil svého týmového kolegu Daniela Ricciarda.

#### 2016
Do prvního závodu v Austrálii opět nenastoupil kvůli problémům s elektronikou. V Číně skončil na třetím místě. Po kolizi se Sebastianem Vettelem při domácí ceně Ruska se Red Bull rozhodl nahradit Kvjata Maxem Verstappenem.

### Toro Rosso (2016–2017)

#### 2016
Dne 5. května 2016 tým Red Bull oznámil, že jezdec týmu Toro Rosso Max Verstappen nahradí Kvjata v sedačce Red Bull od Velké ceny Španělska, přičemž se Kvjat se vrací do Toro Rosso. Jeho týmovým kolegou byl Carlos Sainz Jr.. Ve Velké ceně Španělska se mu podařilo zajet nejrychlejší kolo a obsadil desáté místo. Bodovat se mu podařilo ještě v Německu a v Singapuru. Po Velké ceně USA byl Kvjat potvrzen jako jezdec týmu Toro Rosso i v sezóně 2017. Celkově v sezóně obsadil 14. místo s dvaceti pěti body.

#### 2017
V této sezóně trápily Kvjata časté technické problémy, kvůli kterým musel i několikrát odstoupit. Na body dosáhl v úvodním závodě v Austrálii a ve Velké ceně Španělska. Dne 26. září 2017 tým Toro Rosso oznámil, že Kvjata od nadcházející Velké ceny Malajsie nahradí Francouz Pierre Gasly. Kvjat se vrátil k závodění v týmu Toro Rosso ve Velké ceně USA poté, co se Carlos Sainz Jr. přesunul do týmu Renault. Závod dokončil na bodovaném desátém místě, ale i přesto ho od dalšího závodu v Mexiku nahradil Brendon Hartley. Dne 25. října 2017 bylo potvrzeno, že tým s Kvjatem ukončil spolupráci.

### Ferrari (2018)
V sezóně 2018 působil Kvjat jako vývojový jezdec u týmu Ferrari.

### Toro Rosso (2019)
Dne 29. září 2018 byl Kvjat potvrzen jako jezdec týmu Toro Rosso pro sezónu 2019. Byl to třetí Kvjatův debut v kariéře pro tento tým. V počátku byl jeho týmovým kolegou Alexander Albon, který byl však později povýšen do Red Bullu, kde nahradil Pierra Gaslyho, který se vrátil do týmu Toro Rosso. Ve Velké ceně Německa dokázal po skvělém strategickém tahu, dojet na třetím místě. Jednalo se o historicky teprve druhé pódium týmu Toro Rosso. V Belgii skončil na sedmém místě. Po diskvalifikaci jezdců týmu Renault se v Japonsku posunul na bodované desáté místo. V Mexiku se po penalizaci, kvůli zavinění kolize s Nicem Hülkenbergem, propadl na jedenácté místo. V USA se opět po penalizaci, kvůli zavinění kolize se Sergiem Pérezem, propadl na dvanácté místo. V Brazílii skončil na posledním bodovaném desátém místě. Při Velké ceně Abú Zabí získal další dva body za deváté místo. Celkově v sezóně získal 37 bodů a obsadil 13. místo.

### AlphaTauri (2020)
Dne 21. září 2019 tým Toro Rosso, který v nové sezóně nastoupil pod novým názvem AlphaTauri, oznámil, že si Kvjata ponechá i pro sezónu 2020. Kvůli pandemii covidu-19 byl start sezóny odložen. Prvním závodem byla Velká cena Rakouska, kterou kvůli defektu nedokončil, ale byl klasifikován, protože odjel více než 90 % délky závodu. V následujícím závodě ve Štýrsku dojel na posledním bodovaném desátém místě. V Maďarsku skončil mimo bodované pozice. Závod v Británii po nehodě nedokončil. O týden později během Velké ceny 70. výročí Formule 1 skončil na posledním bodovaném desátém místě. V Belgii skončil těsně za body na jedenáctém místě. Při Velké ceně Itálie získal dva body za deváté místo. I v následujícím závodě v Toskánsku dokončil na bodovaném sedmém místě. Další body získal také při domácí Velké ceně Ruska, kde skončil na osmém místě. Při Velké ceně Emilia Romagna skončil na čtvrtém místě. Další body získal při Velké ceně Sachíru za sedmé místo. V posledním závodě, který se konal v Abú Zabí se umístil těsně za body na jedenáctém místě. Celkem získal 32 bodů a obsadil celkové 14. místo.
Dne 16. prosince 2020 tým AlphaTauri oznámil, že Kvjata v týmu od sezóny 2021 nahradí Japonec Júki Cunoda.

### Alpine (2021)
Pro rok 2021 se Kvjat stal náhradním jezdcem u týmu Alpine F1 Team.

## Kompletní výsledky ve Formuli 1
| Legenda k tabulce | Legenda k tabulce                                                                       |
| Barva             | Výsledek                                                                                |
| ----------------- | --------------------------------------------------------------------------------------- |
| Zlatá             | Vítěz                                                                                   |
| Stříbrná          | 2. místo                                                                                |
| Bronzová          | 3. místo                                                                                |
| Zelená            | Bodované umístění                                                                       |
| Modrá             | Nebodované umístění                                                                     |
| Modrá             | Dokončil neklasifikován (NC)                                                            |
| Fialová           | Odstoupil (Ret)                                                                         |
| Červená           | Nekvalifikoval se (DNQ)                                                                 |
| Červená           | Nepředkvalifikoval se (DNPQ)                                                            |
| Černá             | Diskvalifikován (DSQ)                                                                   |
| Bílá              | Nestartoval (DNS)                                                                       |
| Bílá              | Závod zrušen (C)                                                                        |
| Světle modrá      | Pouze trénoval (PO)                                                                     |
| Světle modrá      | Páteční testovací jezdec (TD)                                                           |
| Bez barvy         | Netrénoval (DNP)                                                                        |
| Bez barvy         | Vyřazen (EX)                                                                            |
| Bez barvy         | Nepřijel (DNA)                                                                          |
| Bez barvy         | Odvolal účast (WD)                                                                      |
| Bez barvy         | Nezúčastnil se (prázdné)                                                                |
| Označení          | Význam                                                                                  |
| Tučnost           | Pole position                                                                           |
| Kurzíva           | Nejrychlejší kolo                                                                       |
| †                 | Jezdec nedojel do cíle, ale byl klasifikován, protože odjel více než 90 % délky závodu. |
| ‡                 | Byl udělován poloviční počet bodů, protože bylo odjeto méně než 75 % délky závodu.      |
| Horní index       | Umístění bodujících jezdců ve sprintu                                                   |

| Rok                                              | Tým                       | Šasi             | Motor                           | 1       | 2       | 3       | 4       | 5      | 6       | 7       | 8       | 9       | 10      | 11     | 12     | 13     | 14      | 15     | 16      | 17     | 18     | 19      | 20     | 21      | Body | Umístění  |
| ------------------------------------------------ | ------------------------- | ---------------- | ------------------------------- | ------- | ------- | ------- | ------- | ------ | ------- | ------- | ------- | ------- | ------- | ------ | ------ | ------ | ------- | ------ | ------- | ------ | ------ | ------- | ------ | ------- | ---- | --------- |
| 2013                                             | Scuderia Toro Rosso       | Toro Rosso STR8  | Ferrari 056 1,6 V6 t            | AUS     | MAL     | CHN     | BHR     | ESP    | MON     | CAN     | GBR     | GER     | HUN     | BEL    | ITA    | SIN    | JPN     | KOR    | IND     | ABU    | USA TD | BRA TD  |        |         | –    | –         |
| 2014                                             | Scuderia Toro Rosso       | Toro Rosso STR9  | Renault Energy F1-2014 1,6 V6 t | AUS 9   | MAL 10  | BHR 11  | CHN 10  | ESP 14 | MON Ret | CAN Ret | AUT Ret | GBR 9   | GER Ret | HUN 14 | BEL 9  | ITA 11 | SIN 14  | JPN 11 | RUS 14  | USA 15 | BRA 11 | ABU Ret |        |         | 8    | 15. místo |
| 2015                                             | Red Bull Racing           | Red Bull RB11    | Renault Energy F1-2015 1,6 V6 t | AUS DNS | MAL 9   | CHN Ret | BHR 9   | ESP 10 | MON 4   | CAN 9   | AUT 12  | GBR 6   | HUN 2   | BEL 4  | ITA 10 | SIN 6  | JPN 13  | RUS 5  | USA Ret | MEX 4  | BRA 7  | ABU 10  |        |         | 95   | 7. místo  |
| 2016                                             | Red Bull Racing           | Red Bull RB12    | Renault TAG Heuer 1,6 V6 t      | AUS DNS | BHR 7   | CHN 3   | RUS 15  |        |         |         |         |         |         |        |        |        |         |        |         |        |        |         |        |         | 25   | 14. místo |
| 2016                                             | Scuderia Toro Rosso       | Toro Rosso STR11 | Ferrari 060 1,6 V6 t            |         |         |         |         | ESP 10 | MON Ret | CAN 12  | EUR Ret | AUT Ret | GBR 10  | HUN 16 | GER 15 | BEL 14 | ITA Ret | SIN 9  | MAL 14  | JPN 13 | USA 11 | MEX 18  | BRA 13 | ABU Ret | 25   | 14. místo |
| 2017                                             | Scuderia Toro Rosso       | Toro Rosso STR12 | Renault R.E.17 1,6 V6 t         | AUS 9   | CHN Ret | BHR 12  | RUS 12  | ESP 9  | MON 14† | CAN Ret | AZE Ret | AUT Ret | GBR 16  | HUN 15 | BEL 12 | ITA 12 | SIN Ret | MAL    | JPN     | USA 10 | MEX    | BRA     | ABU    |         | 5    | 19. místo |
| 2018: Daniil Kvjat se nezúčastnil F1 v roce 2018 |                           |                  |                                 |         |         |         |         |        |         |         |         |         |         |        |        |        |         |        |         |        |        |         |        |         |      |           |
| 2019                                             | Red Bull Toro Rosso Honda | Toro Rosso STR14 | Honda RA619H 1,6 V6 t           | AUS 10  | BAH 12  | CHN Ret | AZE Ret | ESP 9  | MON 7   | CAN 10  | FRA 14  | AUT 17  | GBR 9   | GER 3  | HUN 15 | BEL 7  | ITA Ret | SIN 15 | RUS 12  | JPN 10 | MEX 11 | USA 12  | BRA 10 | ABU 9   | 37   | 13. místo |
| 2020                                             | Scuderia AlphaTauri Honda | AlphaTauri AT01  | Honda RA620H 1,6 V6 t           | AUT 12† | STY 10  | HUN 12  | GBR Ret | 70A 10 | ESP 12  | BEL 11  | ITA 9   | TUS 7   | RUS 8   | EIF 15 | POR 19 | EMI 4  | TUR 12  | BHR 11 | SKR 7   | ABU 11 |        |         |        |         | 32   | 14. místo |